# 迪馬里奧廣場 (亞利桑那州)
迪馬里奧廣場（英語：Demario）是位於美國亞利桑那州希拉縣的一個非建制地區。該地的面積和人口皆未知。

## 地理
迪馬里奧廣場的座標為33°22′40″N 110°49′01″W / 33.37778°N 110.81694°W，而該地的平均海拔高度為1080米（即3540英尺）。